# مندوكة طحلبية
مندوكة طحلبية (الاسم العلمي: Manduca muscosa) هي نوع من الحشرات تتبع جنس المندوكة من فصيلة العثث الأبو الهول.